# HMS Despatch (D30)
Pour les autres navires du même nom, voir HMS Despatch.
Le HMS Despatch est un croiseur léger de classe Danae construit pour la Royal Navy à la fin des  années 1910.

## Historique

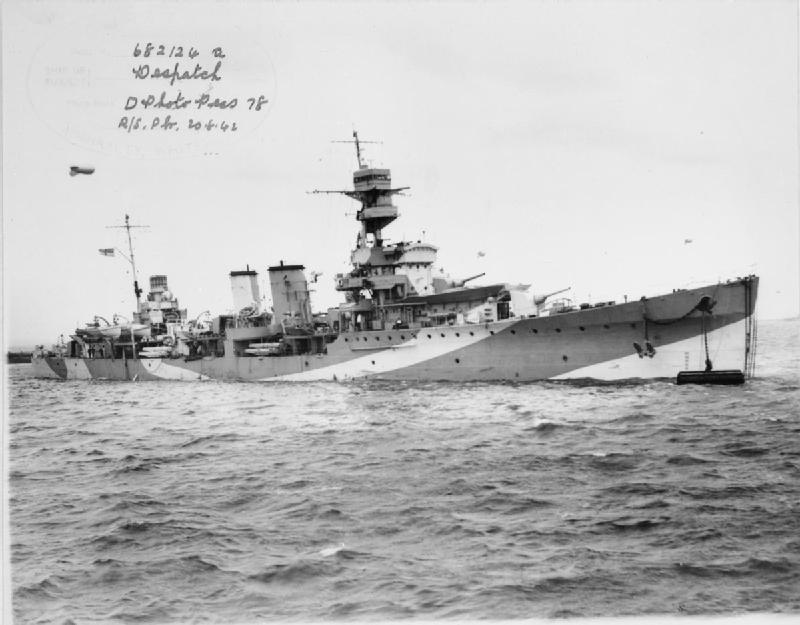
Le HMS Despatch en juillet 1942.

Le Despatch a eu une carrière relativement calme en temps de guerre, comparée à ses sisters-ships. Au début de la Seconde Guerre mondiale, il opère dans l'Atlantique Sud, où il capture notamment le cargo allemand SS Düsseldorf et intercepte le navire marchand allemand SS Troja. L’équipage de Troja l'a fait sabordé avant que le navire ne puisse être capturé. 
Retournant en Méditerranée, il escorte des convois à la fin de 1940, participe à l'opération White et à la bataille du cap Teulada au sein de la Force B, une sous-unité de la Force H de Gibraltar. Il est présent lors du débarquement en Normandie en juin 1944, servant de quartier général flottant du port Mulberry ; il accueillit notamment le roi George VI lors d'une visite officielle. Ses armes principales sont retirés et remplacés par 16 canons anti-aériens Bofors de 40 mm équipés de tireurs de l'armée du 127e Régiment anti-aérien léger (Queen's) du Royal Artillery, afin de soutenir son rôle de navire QG pour la construction du port Mulberry à Arromanches. 
Placé en réserve en janvier 1945 et vendu le 5 avril 1946 pour la ferraille, le navire atteint les chantiers d'Arnott Young, de Troon, en Écosse, le 5 mai 1946, où il est démoli.     